# 約翰·薩奇
約翰·史密斯·薩奇（英語：John Smith Thach，1905年4月19日—1981年4月15日）是出生於美國阿肯色州的海軍飛行員、海軍上將。他在第二次世界大戰擔任空戰飛行員期間，曾開發出用來對抗日軍零式艦上戰鬥機的「薩奇剪」戰術，以及保護軍艦避免遭受到日軍特別攻擊隊自殺式攻擊的「大藍毯」防禦作戰。

## 生平

### 早年
在1927年期間薩奇從美國海軍學院畢業，之後在一艘戰艦上服役了兩年。薩奇於1930年左右成為海軍飛行員，在往後的十年時間裡也擔任了試飛員、飛行教練，並投入空戰的研究。

### 二戰期間
第二次世界大戰爆發後，1940年初薩奇被升任為第三中隊的指揮官，當時他指定了愛德華·奧黑爾擔任僚機的人選。由薩奇指揮的第三中隊在當年年底的射擊比賽上，共有8名飛行員獲得卓越獎項。
在太平洋的戰場上，為了對付當時日本海軍陣營裡機動性高的零式艦上戰鬥機，薩奇構思了一種把兩架以上戰機編成一組合作、名叫「薩奇剪」的戰術來對付零式戰機。薩奇在1942年中途島海戰上首次使用該戰術，他的小隊則成功擊落了三架零式戰機。中途島戰役結束後，薩奇被指派向飛行員教導空中戰術。
1944年期間日軍在戰爭上處於劣勢後，開始實行名為「神風特攻隊」的特別攻擊隊，以飛機裝著炸藥來直接衝向美軍艦隊進行自殺式攻擊。為了應付此種情況，薩奇想出名為「大藍毯」的防禦戰術，方法是以雷達探測神風特攻隊行蹤來回報給巡邏戰機，在神風特攻隊進行自殺撞擊之前先給攔截擊落下來。
薩奇在二戰期間有擊落了六架敵機的紀錄，因此具備王牌飛行員資格，並且有升任為快速航母特遣艦隊的作訓處處長。在日本宣布投降後，薩奇也是在1945年9月2日於密蘇里號戰艦 (BB-63)上見證日本代表簽下投降書的成員之一。

### 二戰後
1950年朝鮮半島爆發韓戰後，薩奇在1953至54年之間指揮了西西里號航空母艦與羅斯福號航空母艦 (CV-42)，到了1955年薩奇升任為海軍少將。
韓戰結束後在1958至59年期間，薩奇擔任著福吉谷號航空母艦的指揮官，並且任命於反潛作戰部門裡「阿爾發任務小組」（Task Group Alpha）的一員。薩奇在反潛作戰方面做出的貢獻，除了讓他在1958年9月1日登上《時代雜誌》的封面人物之外，而海軍部門往後也以他的名字成立年度特別獎項，來頒發給在反潛作戰有功的部隊。
1960年薩奇晉升為海軍中將，除了有在五角大廈擔任美國海軍作戰部長之外，另參與A-7海盜二式攻擊機的開發與其它計畫。在1965年則擔任美國駐歐海軍的總司令。

### 退役
薩奇在1967年5月從美國海軍退役，之後在1981年4月15日於加利福尼亞州科罗纳多過世，並葬在羅斯克蘭斯堡國家公墓裡。
美國海軍為感謝他所做過的貢獻，將一艘派里級巡防艦以他的名字取為「薩奇號巡防艦 (FFG-43)」，另外阿肯色航空歷史學會也有把他引入為名人堂成員之一。

## 榮譽
| 海軍飛行員徽章         |                     |                        |
| 海軍十字勳章           | 海軍傑出服役勳章    | 銀星勳章               |
| 功績勳章               | 銅星勳章            | 嘉獎獎章               |
| 美國總統部隊嘉許獎     | 海軍部隊嘉獎        | 美國國防部服役獎章     |
| 美國戰爭獎章           | 亞洲-太平洋戰役獎章 | 第二次世界大戰勝利獎章 |
| 海軍佔領功勞獎章       | 國防部服役獎章      | 韓國服役獎章           |
| 大韓民國大統領部隊表彰 | 菲律賓解放勳章      | 聯合國韓國獎章         |

## 圖冊
- 攝於約1942-43年期間的約翰·薩奇。
- 坐在F4F戰鬥機駕駛艙的約翰·薩奇。
- 約翰·薩奇（前排中央）與他領導的第三中隊（英语：VF-6）隊員合影。
- 正在教導飛行員戰鬥機戰術的約翰·薩奇（右）。